# Klimowsk
Klimowsk (russisch Кли́мовск) ist ein Stadtteil von Podolsk in der Oblast Moskau in Russland mit 56.186 Einwohnern (Stand 14. Oktober 2010). Bis 2015 war es selbständige Stadt.

## Geografie
Sie liegt 53 km südlich von Moskau an der Nord-Süd-Eisenbahnmagistrale Moskau–Kursk. Sie wird durch die Bahnlinie, beziehungsweise von der parallel verlaufenden alten Simferopoler Chaussee, in zwei flächenmäßig etwa gleich große, eigenständige Stadtteile geteilt, Wessennjaja (Весе́нняя) im Nordosten und Griwno (Гри́вно) im Südwesten. Wessenjaja kann als das Stadtzentrum angesehen werden, hier wohnt der Großteil der Bevölkerung.
Das Stadtbild ist urban und, je nach Stadtteil und Baujahr, vom jeweiligen sowjetischen Wohnbaustil geprägt. Der Ausbau der Stadt verlief in Sowjetzeiten etappenweise. Inzwischen sind die ersten nachsowjetischen Neubauprojekte von Wohnkomplexen abgeschlossen.

## Geschichte
In der ersten Hälfte des 19. Jahrhunderts als Klimowka (Кли́мовка) gegründet, erhielt das Dorf seinen Namen nach seinem ersten Bewohner namens Klim. 1882 erfolgte die Umbenennung des Ortes in seinen heutigen Namen. Gleichzeitig wurde die Stadt zusammen mit einer Fabrik für Webstühle gegründet.
Gegen 1928 wuchs der Ort dank zunehmender Industrialisierung zu einer Stadt mit 11.000 Bewohnern an. 1940 wurde Klimowsk auch administrativ zur Stadt erhoben.
Im Zuge der Erweiterung Moskaus in Richtung Südwesten und der damit einhergehenden Umgliederungen in der Oblast Moskau wurde Klimowsk am  18. Juni 2015 in das benachbarte Podolsk eingemeindet, nachdem zuvor bereits die Stadtkreise vereinigt worden waren.

### Bevölkerungsentwicklung
| Jahr | Einwohner |
| ---- | --------- |
| 1939 | 10.913    |
| 1959 | 29.478    |
| 1970 | 42.856    |
| 1979 | 53.926    |
| 1989 | 56.720    |
| 2002 | 55.644    |
| 2010 | 56.186    |

Anmerkung: Volkszählungsdaten

## Verkehr

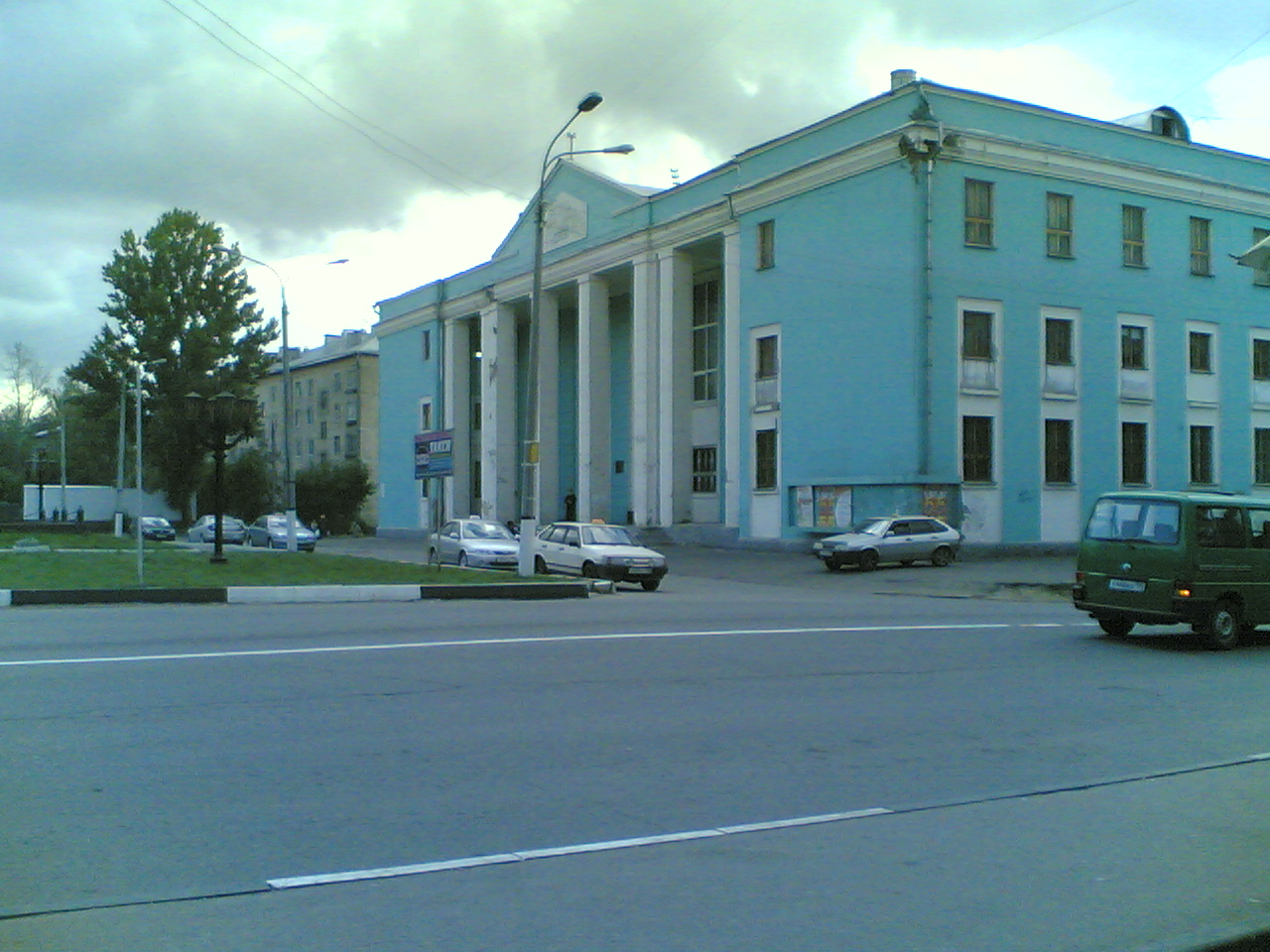
„Kulturhaus“ in Klimowsk

Wirtschaftlich und verkehrstechnisch ist die Stadt eng mit Moskau sowie der nördlich angrenzenden und nächstgrößeren Stadt Podolsk verbunden, ein Großteil der erwerbstätigen Bevölkerung pendelt dorthin zur Arbeit.
Neben den unregelmäßig mehrmals stündlich verkehrenden Regionalzügen (Elektritschki), die die Bahnstation Griwno und seltener den wenig außerhalb der nördlichen Stadtgrenze liegenden Haltepunkt Wessennjaja bedienen, verbinden mehrere Buslinien Klimowsk mit Podolsk und dem Süden Moskaus. Der innerstädtische öffentliche Nahverkehr besteht aus wenigen Buslinien.
Die Fernstraße M 2 führt östlich an der Stadt vorbei.

## Wirtschaft
Die städtische Industrie produziert größtenteils Maschinen für die Bereiche Landwirtschaft und Textilien. Darüber hinaus gibt es eine Spielzeug- und eine Forschungsmittelfabrik sowie Rüstungs- und Nahrungsmittelindustrie.
Der Handel beschränkt sich weitgehend auf den Einzelhandel mit Waren des täglichen Bedarfs.

## Bildung
Die Stadt beherbergt insgesamt vier staatliche Mittelschulen, ein Lyzeum, ein Gymnasium und eine Sonderschule sowie eine Kunstschule.
Des Weiteren ist hier eine Außenstelle der Moskauer Offenen Universität (Московский государственный открытый университет) ansässig, ebenso wie die Zentrale Forschungsstelle für Feinmaschinenbau (Центральный НИИ точного машиностроения).

## Partnerstädte
- Ichtiman (Bulgarien)

## Söhne und Töchter der Stadt
- Wiktor Sokolow (* 1954), Straßen- und Bahnradsportler
- Sergei Lawrentjew (* 1972), Fußballtrainer und ehemaliger -spieler
- Sergei Stjopkin (* 1978), Boxer
- Dmitri Mitschkow (* 1980), Fußballspieler
- Andrei Klimow (* 1982), Boxer